# J. 폴 게티 미술관

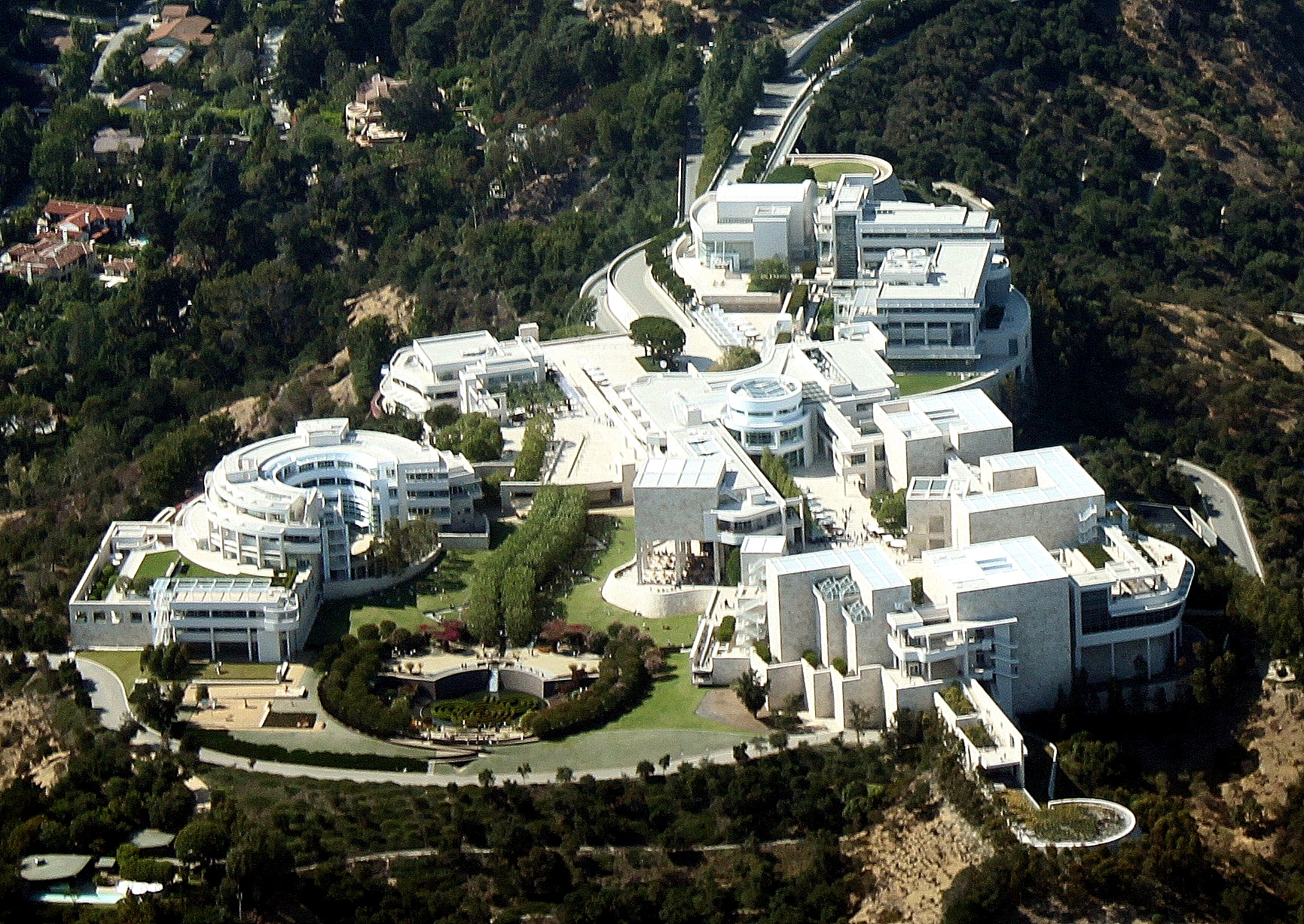
J. 폴 게티 미술관

J. 폴 게티 미술관(J. Paul Getty Museum)은 게티 재단이 운영하는 미술관으로, 게티 센터, 게티 빌라의 총칭이다. 캘리포니아주 로스앤젤레스에 위치하고 있다.

## 개요

### 게티 빌라
1954년에 석유왕 진 폴 게티는 자신의 저택 인접한 땅에 첫 번째 갤러리를 지었다. 곧 수장 공간이 부족해지자, 게티는 저택에서 언덕을 내리고, 사유지에 두 번째 갤러리를 건설했다. 이것이 현재의 게티빌라이다. 빌라의 디자인은 이탈리아 미조리에 있는 고대 로마의 유적 파피리의 빌라를 모방하였으며, 기타 고대 유적에서도 영향을 받았다. 게티 빌라는 1974년에 개관했지만, 1976년에 사망한 게티는 결국 한 번도 이곳을 방문하지 못했다. 게티의 사후 661,000만 달러의 유산을 물려받은 게티재단은 로스앤젤레스의 브렌트 우드 근교에 있는 게티 센터 구내를 확장하는 계획을 시작했고, 확장 계획에 대한 주변 주민의 반대를 무릅 쓰고 공사 시작했다. 그러나 재단이 소장하고 있는 방대한 컬렉션을 보관할 공간을 확보하기 위해 미술관을 2개소에 분산하도록 하였고, 게티 빌라는 “고대 그리스, 고대 로마, 에트루리아”의 고대 미술품을 소장하게 되었다. 그후 1993년 게티재단은 게티빌라를 개조하는 것으로, 로돌포 마차도와 호르헤 시루베티에게 갤러리와 구내의 디자인을 의뢰했다.

## 갤러리

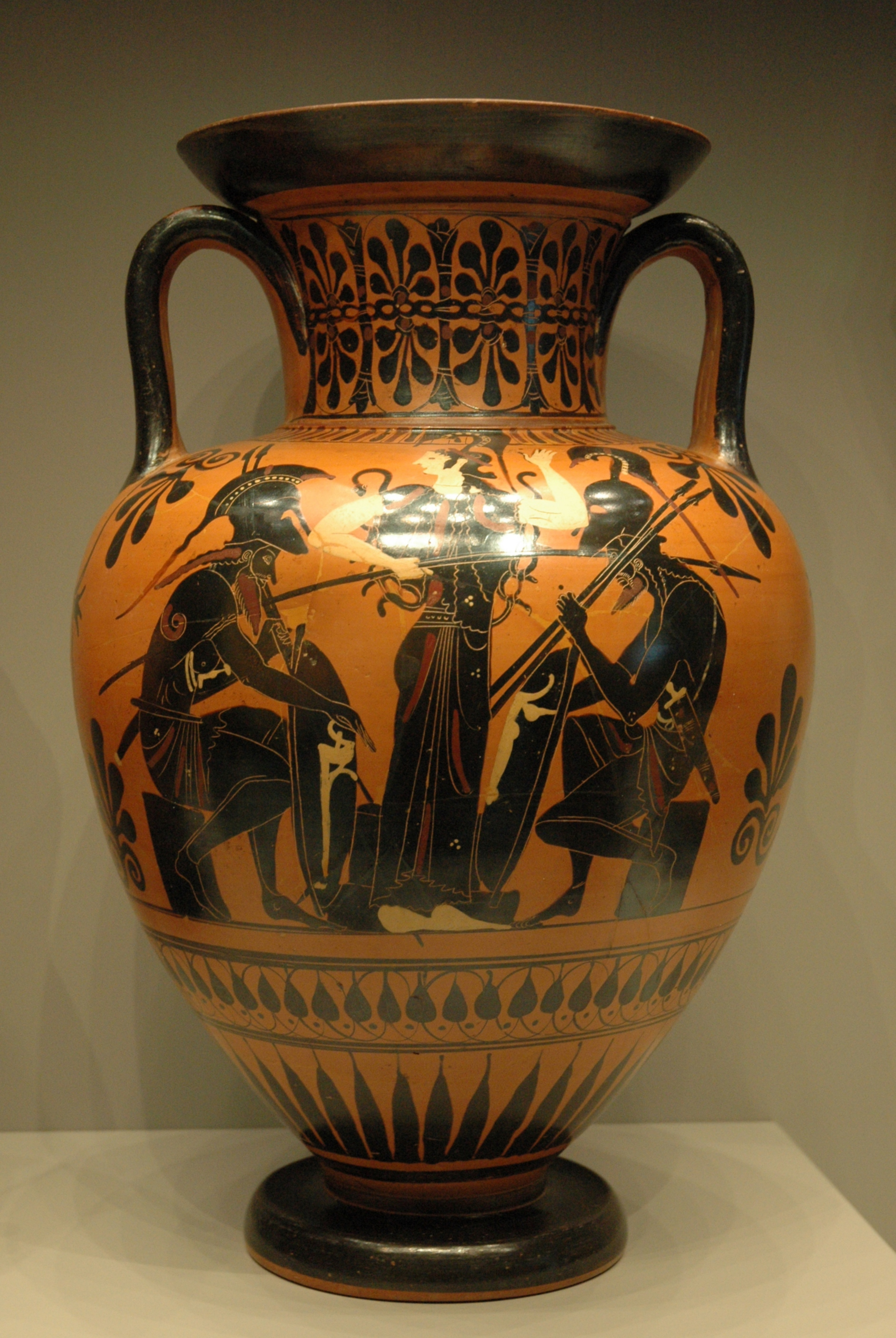
기원전 510년경의 암포라
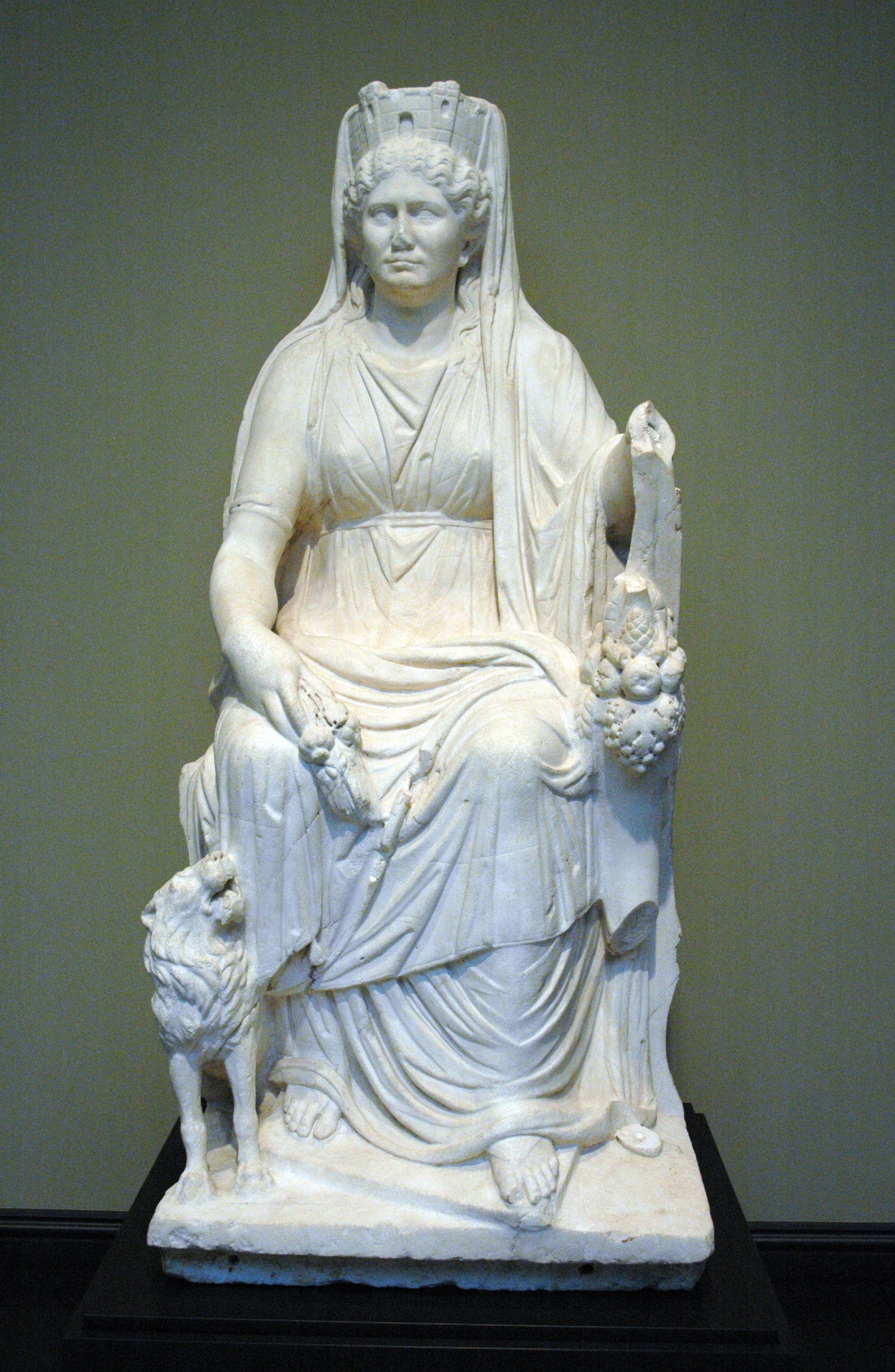
기원 50년경의 로마의 여성 대리석 조각상
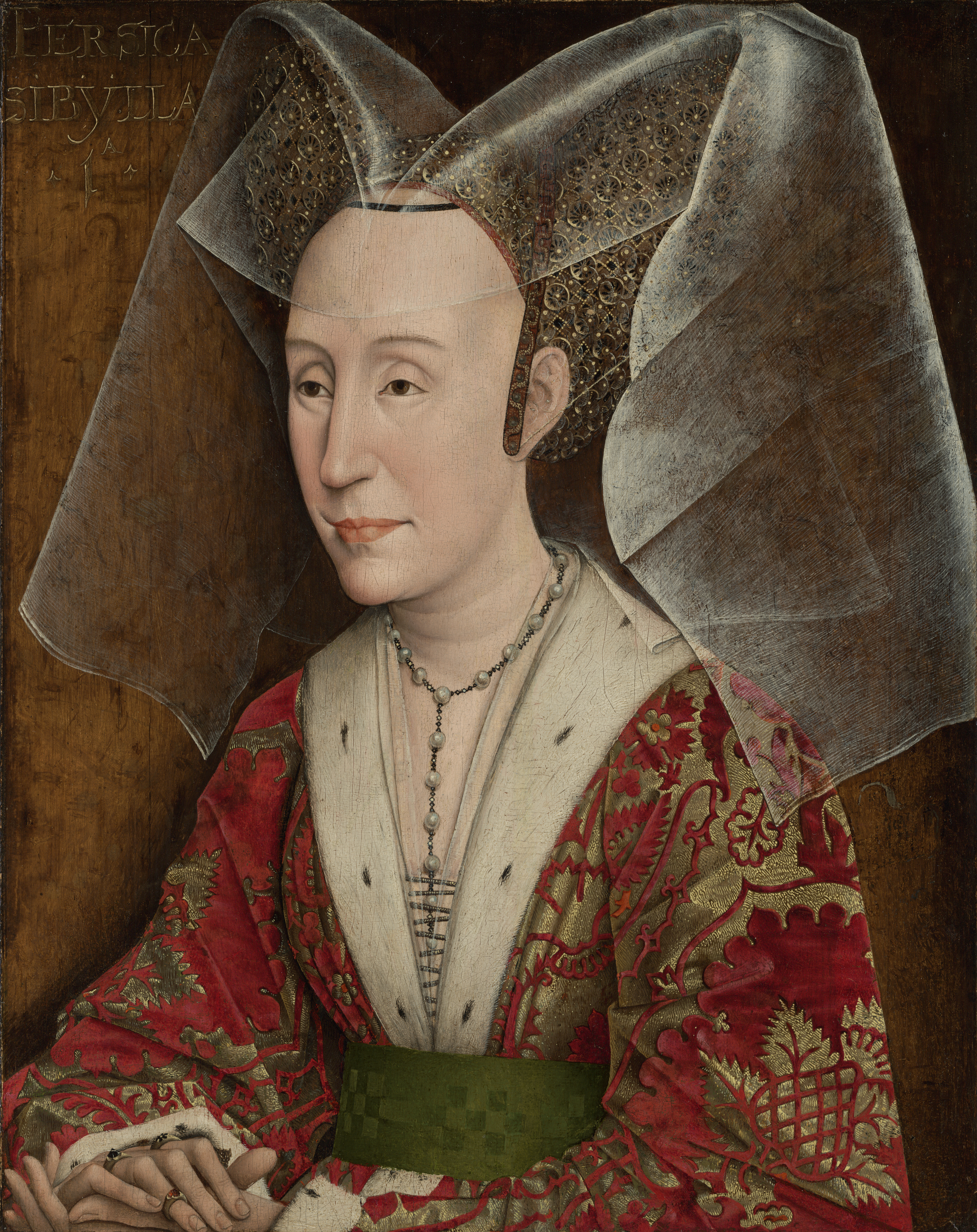
이사벨라 드 포르테에가르의 초상(1445년 - 1450년경) 전 로히어르 판 데르 베이던
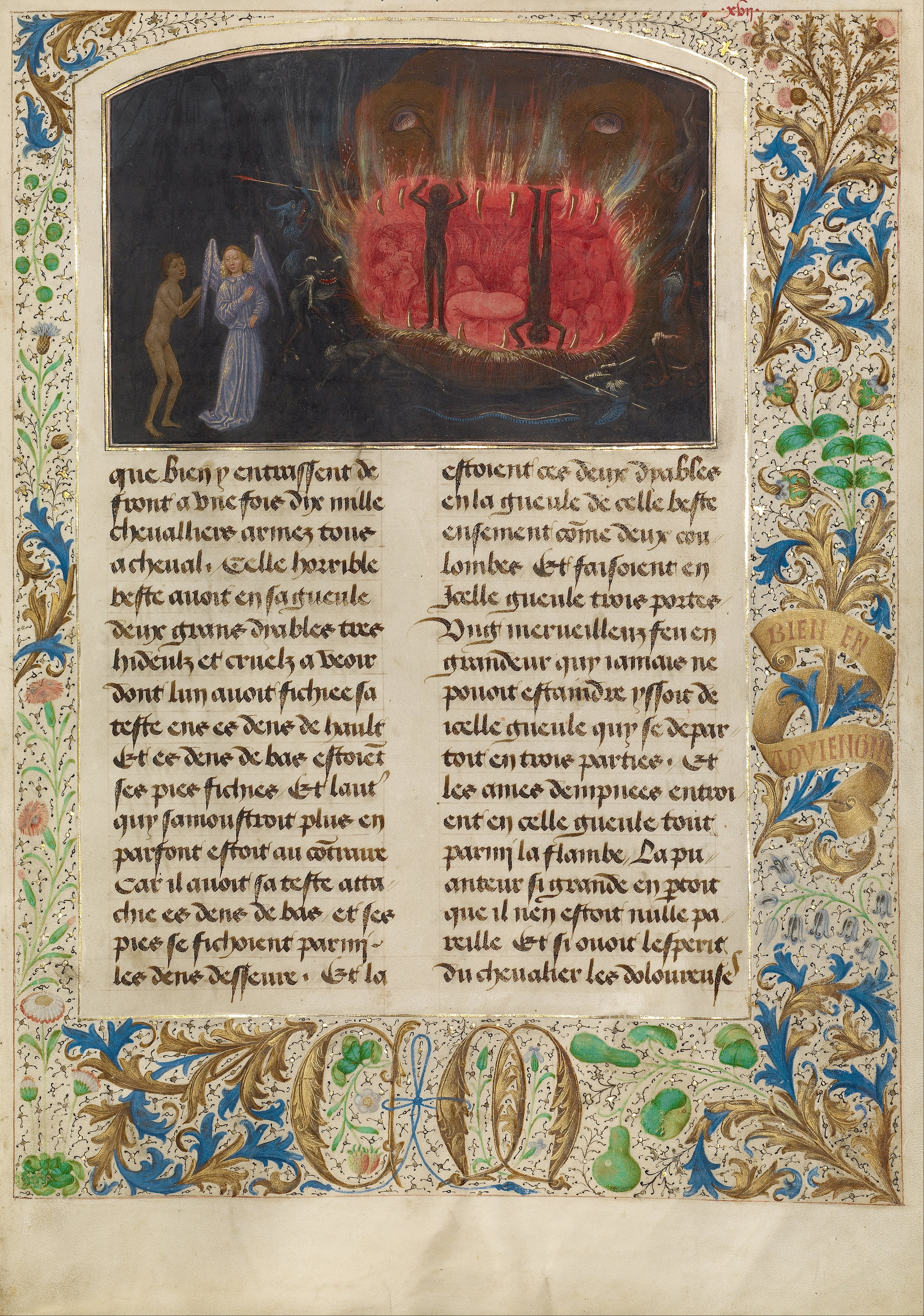
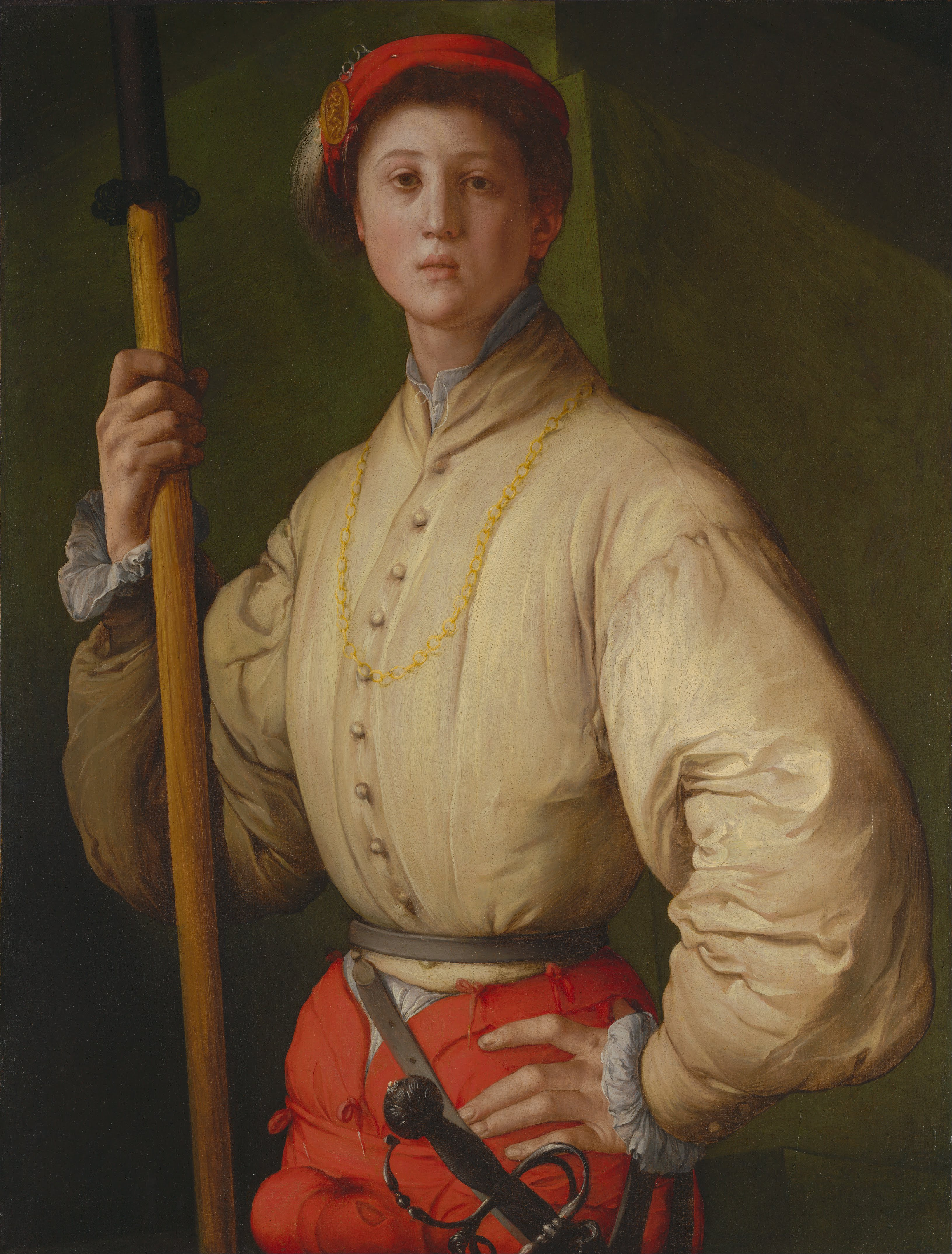
폰토르모, 창병의 초상 (1523년 - 1530년)
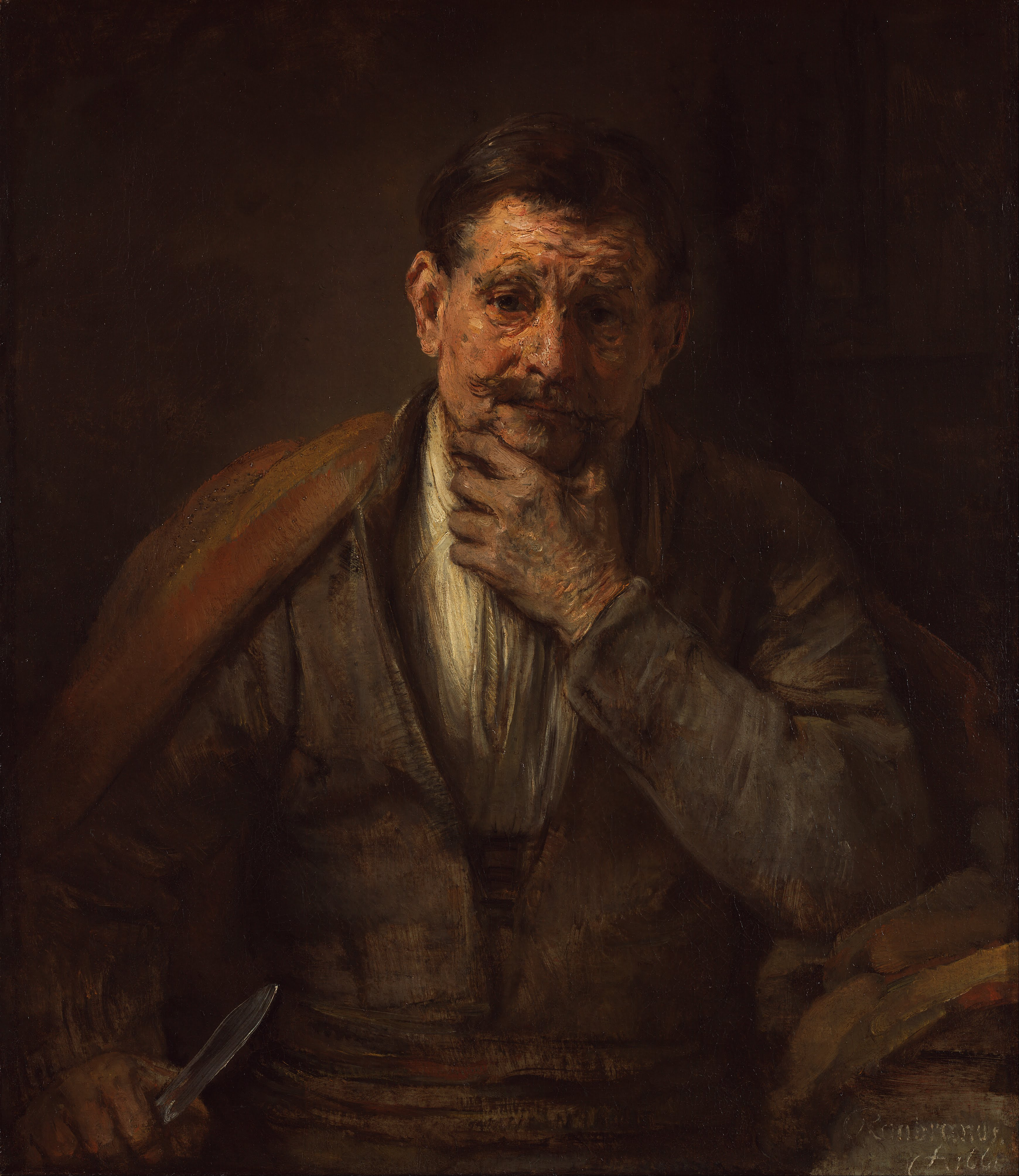
《성 바톨로메》, 렘브란트, 1661년
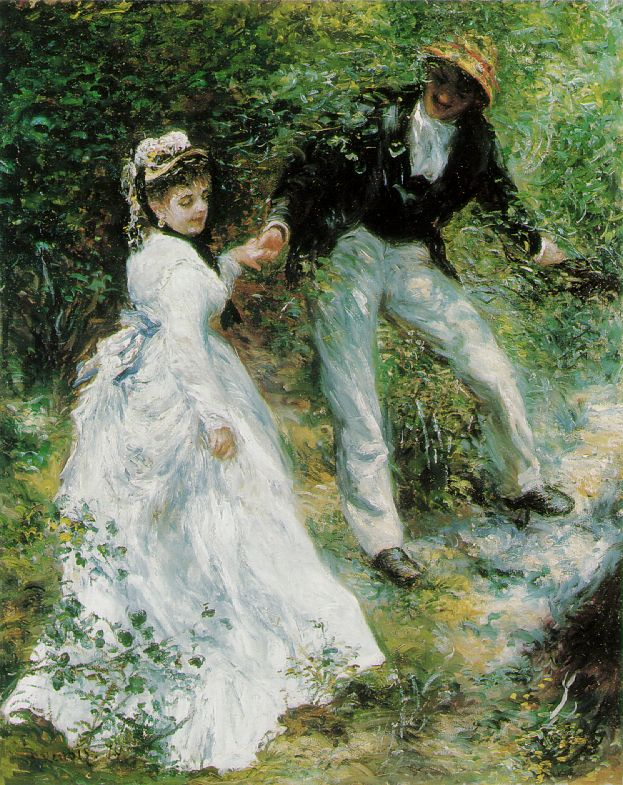
《산책》, 오귀스트 르누아르, 1870년
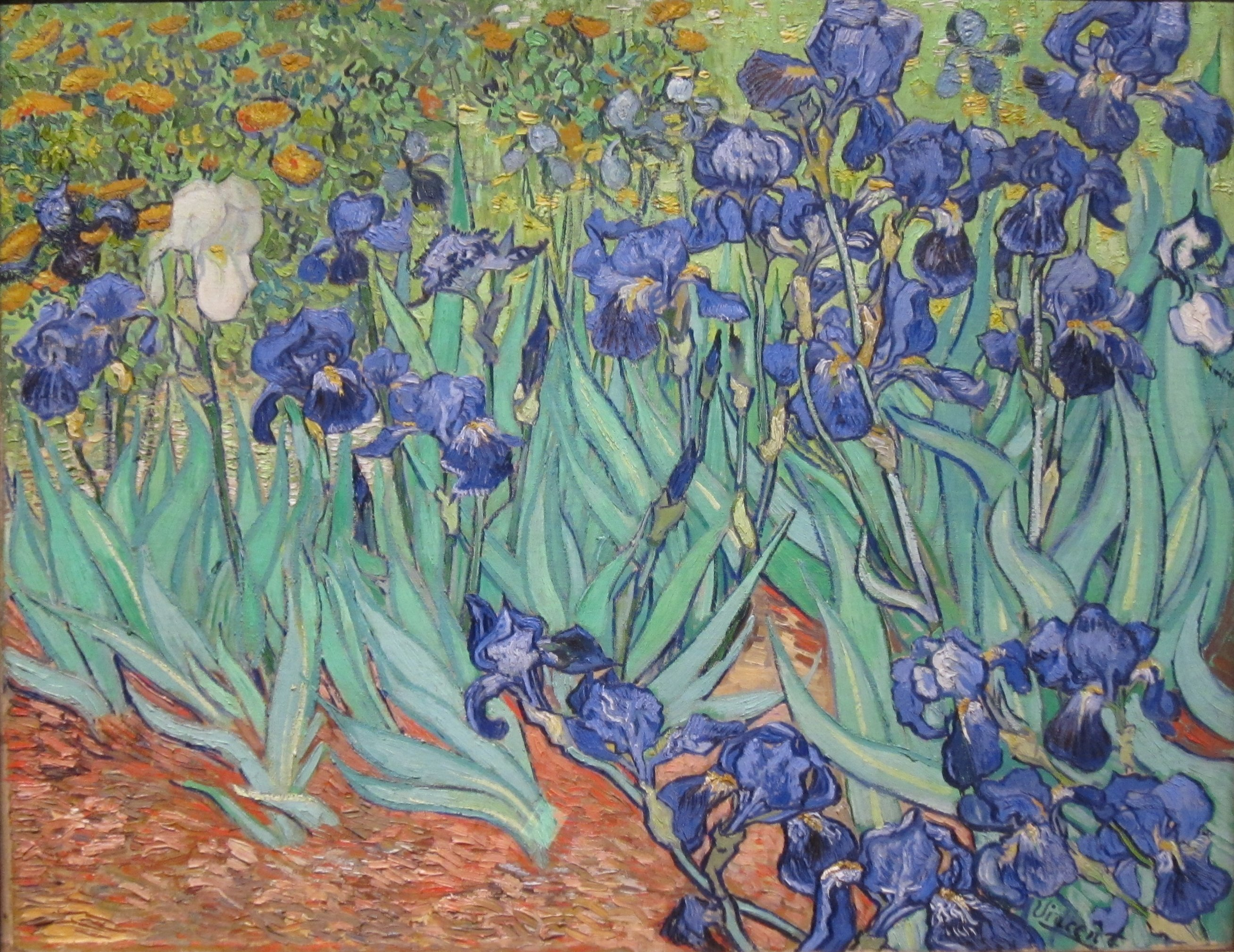
《붓꽃》, 빈센트 반 고흐, 1889년
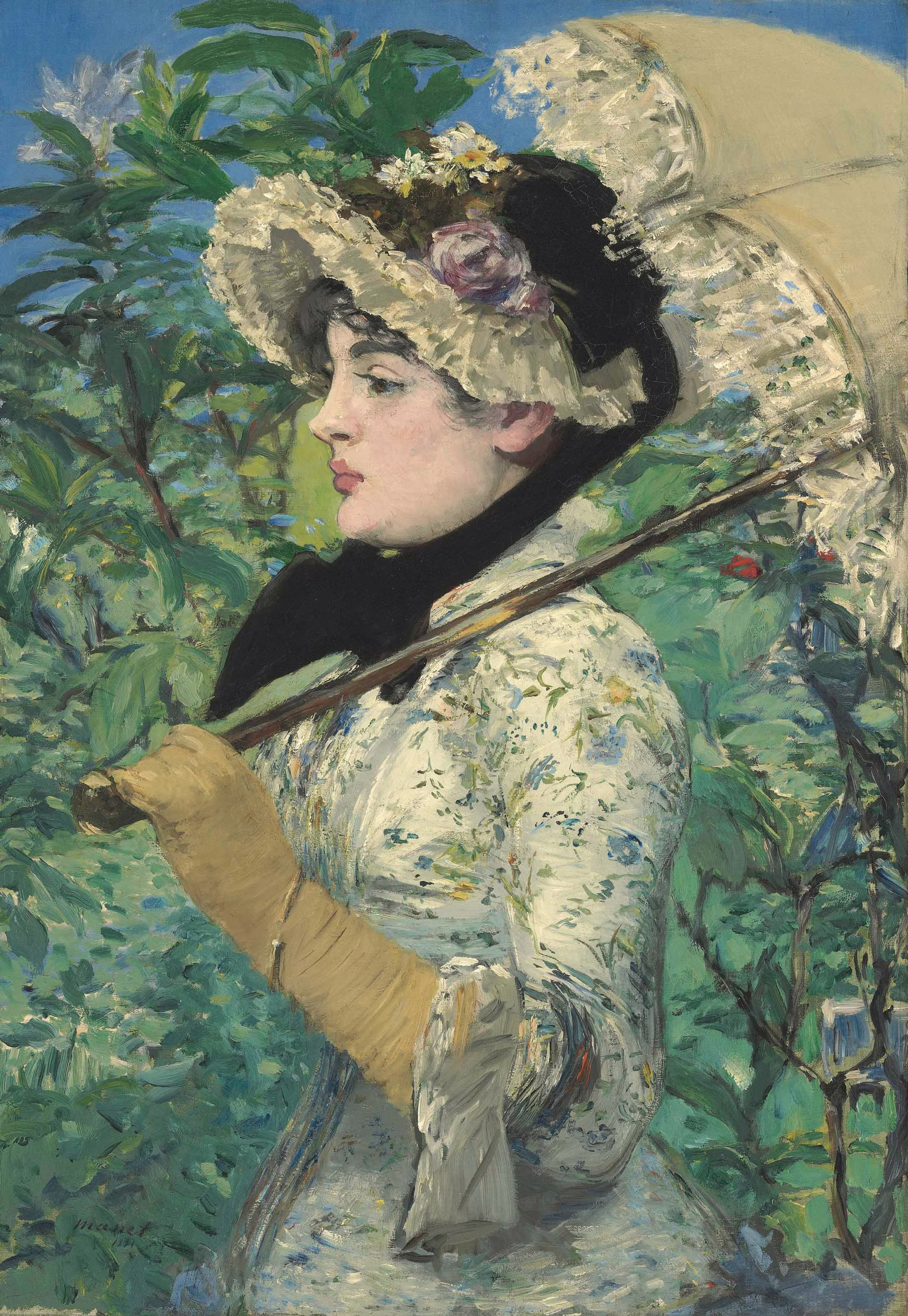
《봄》, 에두아르 마네, 1881년